# Georgi Denev
Georgi Nikolov Denev (Lovech, 18 de abril de 1950) é um ex-futebolista e treinador búlgaro, que atuava como meio-campista.

## Carreira
Georgi Denev fez parte do elenco da Seleção Búlgara de Futebol da Copa do Mundo de 1974.

## Títulos

### PFK CSKA Sofia
- Liga Profissional Búlgara de Futebol A (5): 1970–71, 1971–72, 1972–73, 1974–75, 1975–76
- Copa da Bulgária (3): 1972, 1973, 1974